# Ermitázs

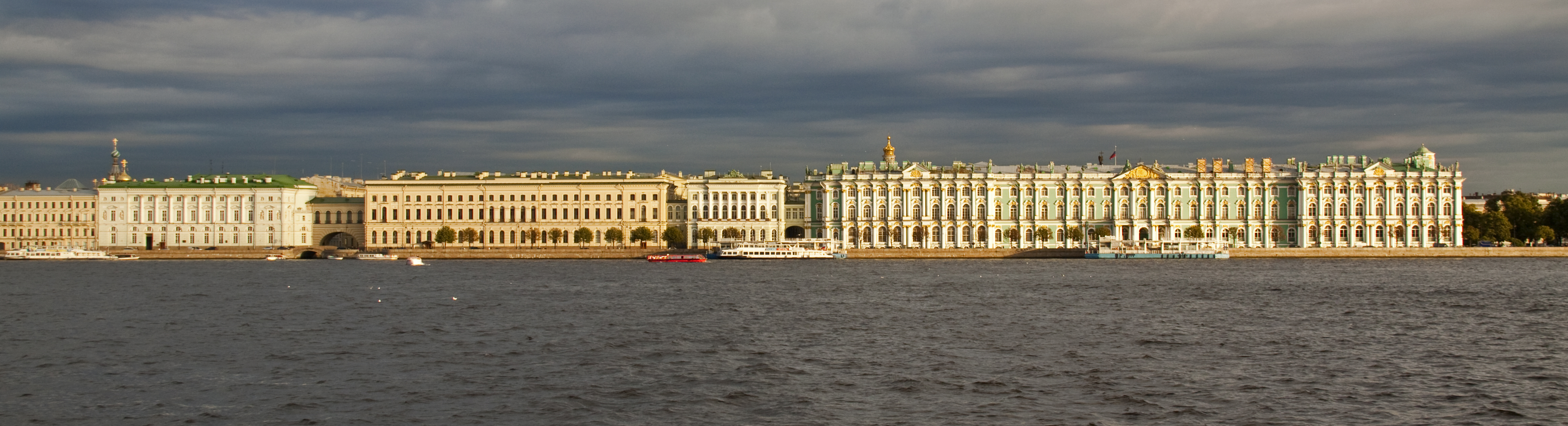
Az Ermitázs épület-együttes. Balról jobbra: Ermitázs-Színház – Régi Ermitázs – Kis Ermitázs – Téli Palota (az „Új Ermitázs“ nem látszik a Régi Ermitázs mögött)

Az Ermitázs (Эрмитаж) Oroszország legnagyobb és leghíresebb múzeuma, Szentpéterváron a Néva partján található. Nevét a Nagy Katalin cárnő által építtetett ún. Remete-lakról kapta, ami franciául Hermitage. Itt tartotta első gyűjteményét az uralkodó.
A városban található mintegy 250 múzeum közül az Ermitázs maga mintegy 2-3 millió látogatót fogad évente Oroszországból és a világ minden tájáról. A világ talán legjelentősebb múzeuma a londoni Tate Galériával és a párizsi Louvre-ral együtt. A múzeum 1917 óta ad otthont a legnagyobb európai festők műveinek.

## Az Ermitázs Múzeum állandó kiállításai

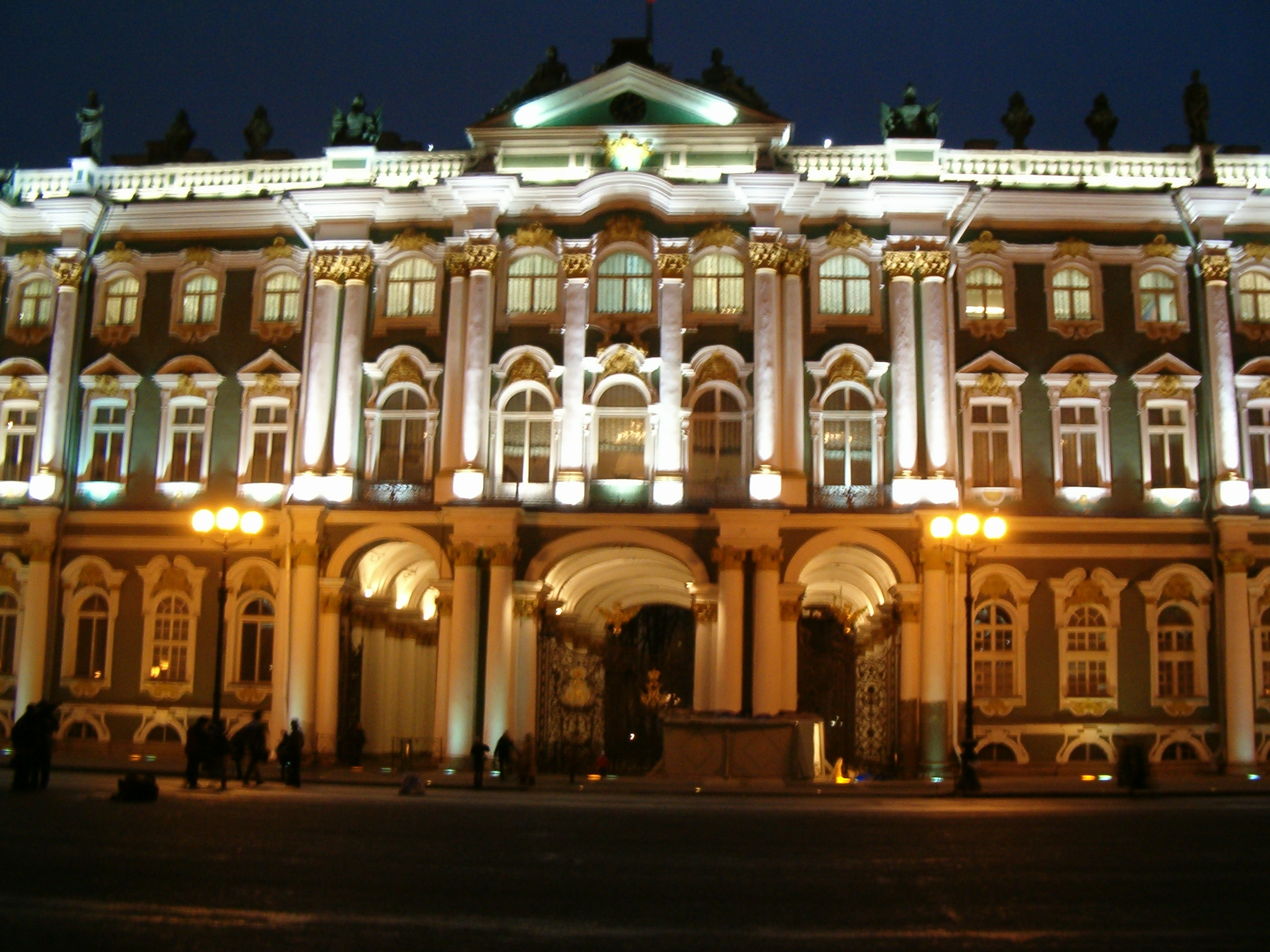
Az Ermitázs éjjel

- Történelem előtti korok
- Antik kor
- Nyugat-európai művészet
- Fegyvertár
- Kelet művészete
- Orosz kultúra
- Numizmatika
- Kincsek galériája
- I. Péter palotája

## A gyűjtemény

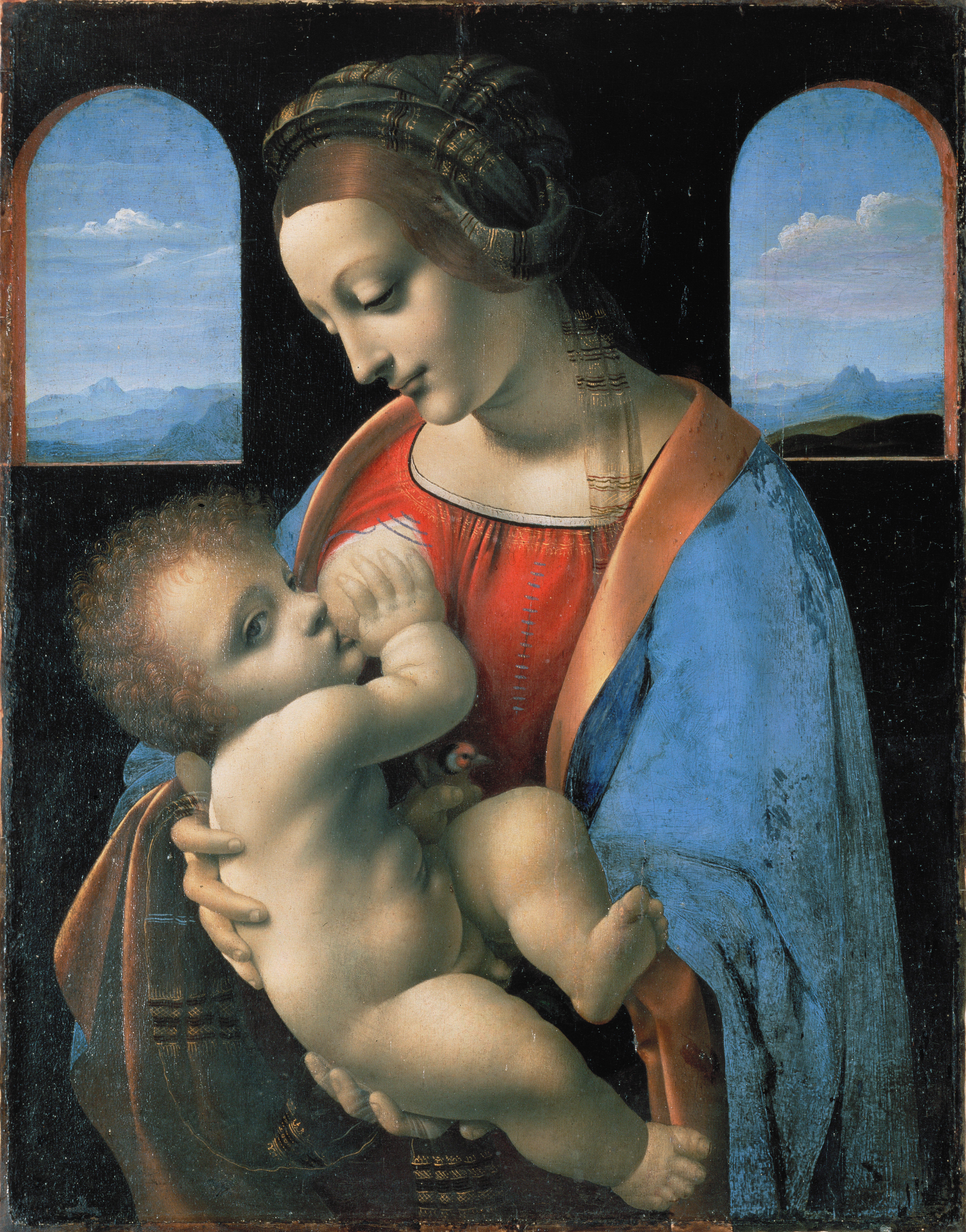
Madonna gyermekével (Leonardo Da Vinci festménye, 1490–91)

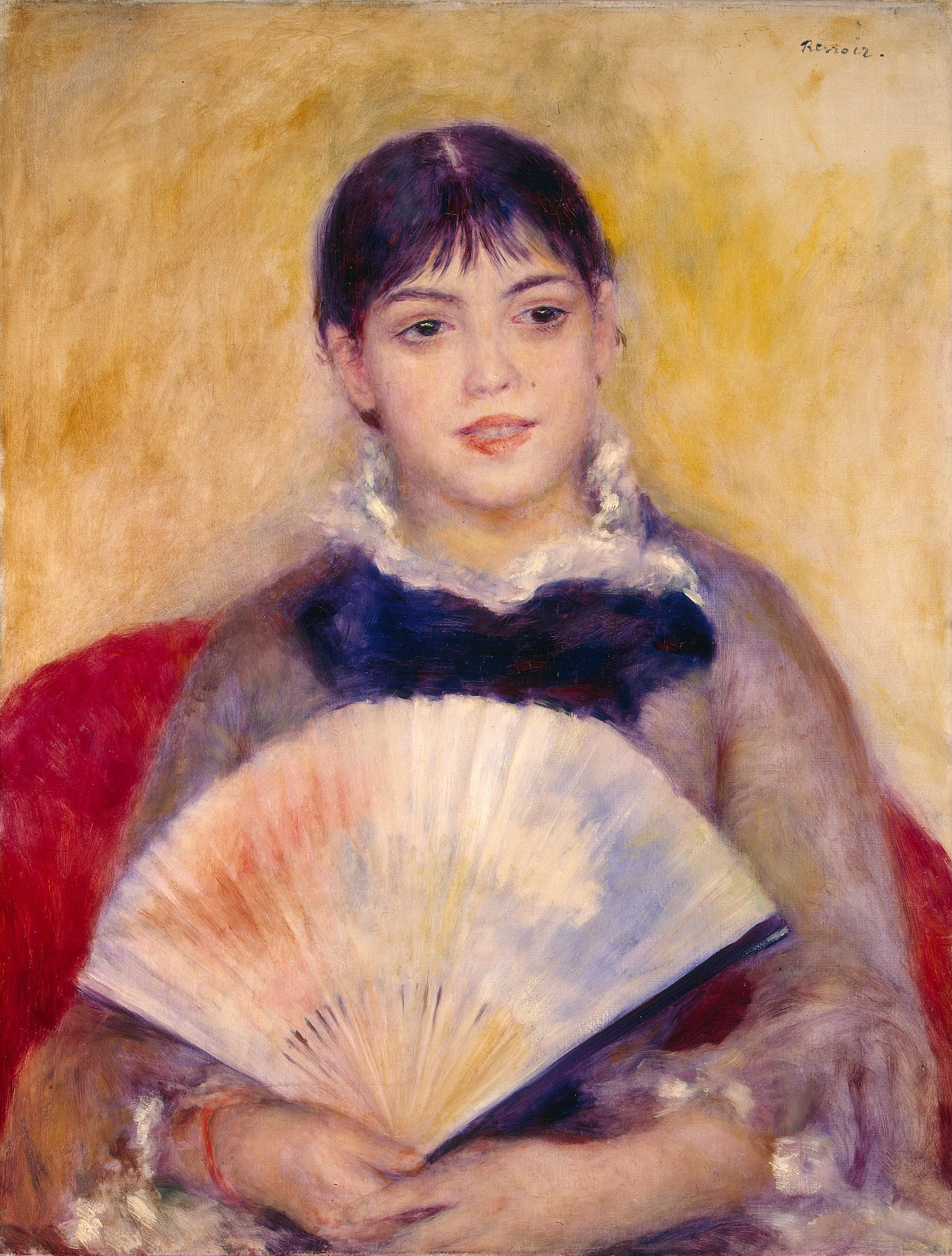
Boldog leány (Pierre-Auguste Renoir, 1881)

Lila bokor (Vincent van Gogh, 1889)

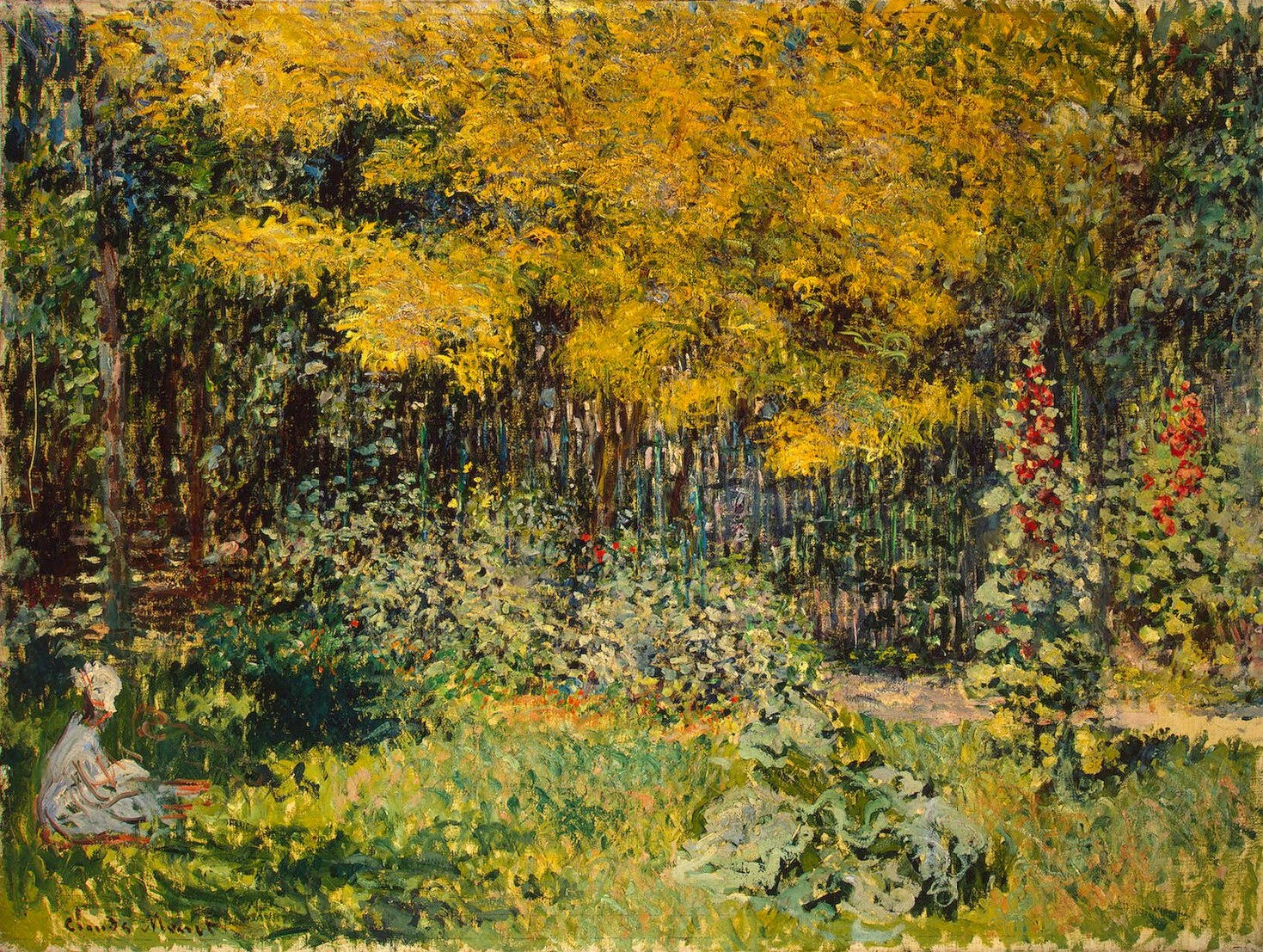
Kert (Monet, 1876)

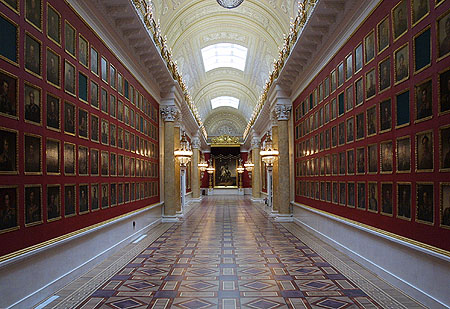
Az 1812-es (Napóleoni) háború galériája

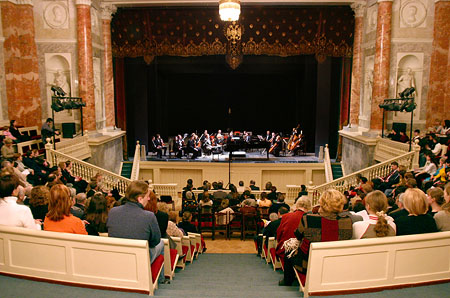
Az Ermitázs Színház

Az Ermitázs múzeum a Téli Palota épületét kapta meg, 1918-ban csupán egy részét, majd 1922-ben az egészet. A Téli Palota, azaz az Ermitázs épületében régebben csak a cárok festmény-, szobor-, és gobelingyűjteményét állították ki. Nem volt látogatható. Az Ermitázs Múzeum több mint 4 millió darabos gyűjteménnyel rendelkezik, ebből nagyon kevés látható az 535 termes Téli Palotában, a többség raktárakban pihen.
Az 1920-as évek végén, a harmincas évek elején a szovjet kormány az iparosítás beruházás szükségleteinek fedezésére többszáz értékes festményt adott el aukciókon a nyugat-európai festészet aranykorából. Ezek a remekművek amerikai és nyugat-európai gyűjteményekbe kerültek.
A múzeumban megtalálhatók az olasz reneszánsz, a holland barokk és francia mesterek alkotásai. Megnézhetjük a tróntermet, a cári hintót, ókori szobrokat, a felvilágosodás korából az európai festészet gyöngyszemeit. Közel 8000 nyugat-európai festmény díszíti a múzeum falait. A múzeumban jelenleg 365 helyiségben és falain közel 2,5 millió képzőművészeti alkotás található. Az Ermitázs ma együttműködik az IBM-mel abban, hogy létrehozzák az Ermitázs internetről elérhető digitális katalógusát.

### Archeológiai gyűjtemény
A történelem előtti korok gyűjteménye óriási, ennek csak nagyon kis töredéke van kiállítva. Megismerhetjük Szibéria történetét egy vadász tárgyain keresztül, ugyanígy mesél nekünk a régi korokról a Kínából származó fegyvergyűjtemény és az őskori használati tárgyak, de találunk itt mongol és más emlékeket is. A történelmi korokból származó éremgyűjtemény is egyedülálló, 120 000 antik, Kelet-Ázsiából 220 000, Oroszországból pedig mintegy 300 000 érme van a múzeum birtokában. Nem szabad kihagyni az ókori vázák és szobrok gyűjteményét sem. Csodálatos a Kincstárban megtekinthető, az időszámításunk előtti 3. évezredtől az antik koron át vezető arany- és ékszergyűjtemény.

### Művészeti alkotások
A nyugat-európai művészek mellett a világ minden tájáról rengeteg művészeti alkotás megtekinthető. Ehhez hozzátartozik a 12. századból származó orosz ikonosztáz gyűjtemény, amely Kijevből, Novgorodból és Moszkvából származik. Számos ékszert és Fabergé-tojást, illetve nagy értékű történelmi ruhát lehet megcsodálni. Rengeteg szobor és porcelán található a XVIII-XX. századi orosz művészek alkotásaiból az Ermitázsban. Külön teremben csodálhatjuk meg Nagy Péter 300 fős testőrségének fegyvereit, használati tárgyait, ruháit és bepillantást nyerhetünk a mindennapi életükbe.

### Olasz festészet
Az olasz művészek klasszikus alkotásai az egész európai festészet legszebb gyöngyszemei, természetesen az Ermitázs is nagy hangsúlyt fektet a bemutatásukra. Így a 12 eredeti Leonardo da Vinci (pl: Madonna egy virággal (1478) és a híres Madonna gyermekével (1490–1491) kép kiemelt helyett kapott. Itt van még a Madonna Conestabila (1502-1503) és a Szent család (1506) Raffaellótól. A Múzeumban kiállították Tiziano kései képeit, Michelangelo alkotásait, továbbá Paolo Veronese, Caravaggio, Annibale Carracci, Luca Giordano, Salvator Rosa, Giuseppe Maria Crespi, Tiepolo, Stefano Torelli és Francesco Guardi műveit is.

### Spanyol festészet
A legjelentősebb spanyol festők képeit is meg lehet tekinteni. El Greco (Péter és Pál apostolok), Jusepe de Ribera (Krisztus a kereszten) – a spanyol realista iskola képviselőinek képei, Francisco de Goya (Antonia Zarate portréja ( 1811) és Velazquez festményei mind megtalálhatóak a kiállításon. Természetesen itt van még Murillo, Zurbaran és Juan Pantoja de la Cruz néhány munkája.

### Flamand festészet
A tizenhetedik és tizennyolcadik századi flamand festmények gyűjteménye: a flamand iskola vezető mestereinek műveivel több mint 140 művész több mint 500 vásznából áll.
A kiállítás öt szobát foglal el az Ermitázs első emeletén. A tizenhetedik századi legkiemelkedőbb művészek: Peter Paul Rubens és a legközelibb üzlettársai, Anthony Van Dyck és Frans Snyders. A munkáik eléggé számosak, csak Rubensnek 22 festménye található itt.

### Holland festészet
A 15. és 16. századi holland festmények gyűjteménye, közel 100 tétel, közöttük több nagyszerű mestermű van kiállítva.
Jelentősebbek: Robert Campin az 1430-as években készült legjobb munkái, Rogier van der Weyden („St. Luke Drawing a Virgin”); és Lucas van Leyden utolsó és legfontosabb művei közül az egyik a „The Healing Jericho Blind Man”je (1531).
Itt van még egy csoportportré Dirk Jacobstól , ami rendkívül ritkán látható Hollandián kívül.

### Francia festészet
Az Ermitázs francia gyűjteménye a 18-20. századból gazdag és változó. Ez lehetővé teszi a látogatónak, hogy megfigyelje a különböző stílusok fejlődését és ennek az időnek a képzőművészeti iskoláit.
A múzeum 2. emeletén külön szobákban csodálhatjuk meg Pierre-Auguste Renoir, Paul Cezanne, Claude Monet, Édouard Manet, Auguste Rodin, Vincent van Gogh, Paul Gauguin, Henri Matisse (37 kép) és Pablo Picasso (31 kép) alkotásait. A francia reneszánsz kiválóságainak gyűjteménye lenyűgöző. A képek többsége a II. világháború során került az orosz állam tulajdonába. Továbbá láthatóak még: Nicolas Poussin, Claude Gellée, Antoine Watteau, François Boucher, Jean-Honoré Fragonard, Hubert Robert, Jean Baptiste Greuze és Jean Siméon Chardin művei.

## Az 1812-es Napóleoni Háborús Arcképcsarnok
A Napóleon feletti diadalmas győzelem után Sándor cár arra gondolt, hogy létrehoz egy galériát a Téli Palotában, hogy bemutassa az 1812 évi Honvédő Háború dicsőséges katonai vezetőinek portréit. Az angol művészt, George Dawe-t meghívta Pétervárra, hogy készítse el a portrékat. Így jött létre az orosz katonai dicsőség egyedülálló emlékműve, az "The War Gallery of 1812".
A festményeken a tábornokok és a háború során jelentős tetteket végrehajtó hősök és az uralkodó család tagjai láthatóak.

## Emlékezetes időszaki kiállítások

### Nagy Fabergé az Ermitázsban
A kiállítást 1999. október 7. és 2000. október 22-e között tartották. Az Ermitázs a Faberge Arts Foundationnel együttműködve szervezte több másik múzeummal összefogva (The Peterhof State Museum, The Tsarskoe Selo State Museum, The Pavlovsk State Museum, The Yelagin Palace Museum).
Több tárgyat adott kölcsön ifj. Mr. John A. Traina a gyűjteményéből – San Franciscóból. Ez a kiállítás több mint 100 darab művészeti alkotást mutatott be, amelyek képviselték a hírneves mesterek munkáját. A nagyközönség végre láthatta a Fabergé-tojások készítőinek legszebb munkáit, mint például M. Perkhin, G. Vigstrem, illetve Rappoport és F. Rukert alkotásai. A kiállított tárgyak közül 14 tárgy a Fabergé kortársaktól, főleg Szentpétervári művészektől (mint például K. Bolin, I. Britsin, P. Ovcsinnikov, A. Tillander, Carl Fabergé) származott.
Néhány figyelemre méltó tárgy:
- Egy róka ezüstalakjai a Fabergé-cégtől
- Bolin-féle vázák, a merőkanalak, Ovcsinnikov műhelyéből (Szentpétervári és Moszkvai privát gyűjteményekből)
- Tíz cigarettatartó csöndes és láthatatlan sarokvasakkal és simán nyíló kapcsokkal

### Japán színeiSerizawa Keisuke(1895–1984) művészetében
Shizuokából, a Fuji lábánál levő városból való textilkészítő mester kiállítása (2006. november 10-től 2007. január 8-ig). Serizawa textiltervező és kelmefestő. A Mingei mozgás bajnoka és úttörő sablonszövetfestésben, aki csatlakozott a Mingei Movementhez, miután 1925-ben elolvasta a Yanagi által írt szöveget. 1956-ban „Japán élő nemzeti kincsé”vé nyilvánították.

## Magyar vonatkozású kiállítások
- Kisfaludi Strobl Zsigmond szobrait 1955-56-ban állították ki az Ermitázsban.
- 1970 elején Magyar forradalmi grafika az 1910-es évektől 1945-ig címmel nyílt kiállítás. Mely "a káprázatos belső díszítésű Pavilon teremmel szemben kialakított függőkertet határoló egyik szárnyban, az ún. Petrovszkaja Galériában kapott helyet." (...) "A katalógus szerény bár, a művek, a 131 db kiállított mű pontos jegyzékét tartalmazza, a címlapján Bortnyik Sándor: Zászlóvivők temperaképéről készített reprodukcióval, ezzel az 1918-as keltezésű mozgósító erejű, lendületes rajzzal."[1]
- 1971 őszén Ezer év magyar művészetének remekei címmel előbb a moszkvai Puskin Múzeumban, majd az Ermitázsban ("közel hatszáz alkotást sorakoztat fel a szovjet múzeumok közönsége előtt a honfoglaláskori ötvösművektől századunk elhunyt mestereinek képeiig és szobraiig").[2]
- "Bécs és Budapest Szentpétervárott 1870–1920" című tárlat. (2005. november 1.) – Többek között a magyar származású orosz udvari festő, Zichy Mihály akvarelljeit is bemutatták.

## Az Ermitázs Színház
Az Ermitázs Színház az Oroszországban levő legöregebb színházak közül az egyik. Az építész, Giacomo Quarenghi által, 1782–1785-ben építtette Nagy Katalin cárnő. Egyszerű neoklasszicista stílusban épült, szorosan kapcsolódva a Téli Palotához. Igen szokatlan a hangversenyterme, úgy tervezték, hogy hasonlítson egy amfiteátrumra, a falakat és oszlopokat színes műmárvánnyal díszítették. Apollo szobrai és a kilenc Múzsa találhatóak a falmélyedésekben, illetve híres zenészek portréi, fölöttük pedig elismert költők képei díszítik a termet.
Az első évszak a Színházban egy vígoperával 1785. november 16-án kezdődött. Előadásokat tartott itt minden szentpétervári színházi csoport, illetve néhány olasz, francia és német balettszíntársulat.
A forradalom után 1917-ben a szovjet igazgató, Vszevolod Mejerhold, sikertelen kísérletet tett arra, hogy felélessze a Színházat, ami ebben az időszakban fokozatosan átváltozott az Ermitázs előadó- és konferenciatermévé. Az 1980-as évek elején hoztak döntést a színház felújításáról, illetve az egész épület helyreállításáról. Az újjáépítés során modern berendezéseket szereltek be, beleértve egy fordítórendszert is (akár öt nyelv egyidejű tolmácsolására képes egyszerre). Új, számítógépvezérelt hang- és fénytechnikai rendszereket is kapott az intézmény. Az újjáépítés befejezése óta a Színházat nemcsak előadások, szemináriumok és konferenciák tartására használták, hanem végre újra igazi színházként is, ahogy eredetileg működött.

## A múzeum igazgatói idősorrendben
- Florian Antonovics Gilles
- Sztyepan Alekszandrovics Gedeonov (1863–78)
- Alekszandr Alekszejevics Vaszilcsikov (1879–88)
- Szergej Nyikitics Trubeckoj (1888–99)
- Ivan Alekszandrovics Vszevolozsszkij (1899–1909)
- Dmitrij Ivanovics Tolsztoj (1909–18)
- Borisz Vasziljevics Legran (1931-1934
- Joszif Abgarovics Orbeli (1934-1937)
- Mihail Artamonov (1951–64)
- Borisz Boriszovics Pjotrovszkij
- Mihail Boriszovics Pjotrovszkij 1992

## Érdekességek
- 22 kilométert kell annak gyalogolnia az épületben, aki a teljes kiállított gyűjtemény minden egyes darabját meg szeretné tekinteni.
- Az Ermitázsban található a Nagy Honvédő Háború hőseinek arcképcsarnoka.
- A II. világháború idején a Szovjetunió nemcsak a teljes iparát telepítette át a hátországba, hanem kulturális értékei jelentős részét is. Így az Ermitázs teljes gyűjteményét becsomagolták (több millió tételről van szó), és az Urál mögötti Szverdlovszkba (Jekatyerinburg) szállították. Ráadásul nem először költöztették el a múzeumot, mivel az I. világháború idején a közeli Puskinovóba vittek mindent.
- A világháború még javában folyt, mikor 1944. november 7-én újra megnyitotta kapuit az Ermitázs.
- Az Ermitázsban mintegy 70 macska lakik, akik szinte olyan híresek, mint maguk a kiállítások. Az első cicákat 1745-ben hozatta Erzsébet orosz cárnő a Téli palotába, hogy kifogják az egereket. Azóta a cicagárda folyamatosan őrzi az épületet (kivéve Leningrád ostroma alatt, mikor az éhínség csillapítására lettek felhasználva, de aztán újakat hoztak).[forrás?]